# Ахав (титул)
Ахав (також ахау; мая Ajaw) — титул володаря у мая. Буквальне значення — «володар уділу».
Зазвичай посада ахава передавалася від батька до сина, а в разі його відсутності — до іншого близького родича. Сина ахава називали «чок ахав», а в разі якщо він був проголошений спадкоємцем — «баах чок ахав».
Церемонія сходження на трон являла собою тривале дійство. Зазвичай між смертю попереднього ахава та офіційною інтронізацією його наступника проходило декілька десятків днів. Спочатку спадкоємець, одягнений лише в спідницю, отримував символи влади і елементи вбрання правителя, з яких найважливішими були головна пов'язка (hu'n) з образом Хуш-Йоп-Хууна (так званого «Бога-Шута», покровителя паперу і паперових виробів) і «карликовий скіпетр»-фігурка К'авіля. Після цього правитель в повному вбранні і з інсигнії влади виходив до зібрання придворних. Наступним кроком дружина або мати ахава й він сам здійснювали ритуал кровопускання. Потому ахав вирушав у похід за бранцями. Захоплені бранці приносилися в жертву шляхом виривання серця. Зрештою ахав-тріумфатор з'являвся в священному паланкіні.
Згодом, коли у вжиток увійшли титули калоомте, халач-вінік і котекпан, «ахавами» почали називати і родичів правителя й навіть просто знатних людей. Проте «вузьке значення» терміна збереглося до посткласичної доби. Під час іспанського завоювання титул «ахава» мали володарі принаймні трьох юкатанських держав: Ахав Печ, Ахав Чель і Ахав Коком. «Ахавом» мая називали й іспанського короля.

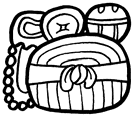
Емблема-ієрогліф Тікаля із верхівкою із значенням «ахав»
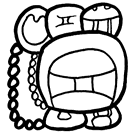
Емблема-ієрогліф Тоніни із верхівкою із значенням «ахав»